# Бойко Василь Сидорович
Василь Сидорович Бойко (нар. 12 квітня 1893, Малин  за іншими даними — 1892 — 1938, Верхньоуральськ) — український вчений, літературознавець, громадсько-політичний діяч, член Української Центральної Ради, член Малої Ради, дійсний член Комісії УАН, редактор «Книгоспілки», викладач харківських вузів, професор Уральського педагогічного інституту.

## З життєпису
Навчався у Луцькій гімназії, яку закінчив 1911 р з відзнакою. У 1907 р. його виключали з гімназії за політичну діяльність. У 1912 р. вступив до Київського університету.
З 1917 р. — член Головної студентської ради та Виконавчого комітету київської ради об'єднаних громадських організацій. На Всеукраїнському національному конгресі обраний членом Української Центральної Ради за квотою студентів. Член Малої Ради від фракції УПСФ. Секретар Малої Ради.
Член Головної комісії у справах виборів до Українських установчих зборів, редактор її «Вістей».
Кандидат до Українських установчих зборів за списком УПСФ по Київській виборчій окрузі.
Автор ряду наукових праць з історії й теорії літератури. Найважливіші праці: «Марко Вовчок» (К., 1918), «Життя і творчість Квітки-Основ'яненка» (1918), «До питання про вплив „Записок охотника“ Тургенєва на „Народні оповідання“ Марка Вовчка» (у журналі «Наше минуле», 1918). Брав участь у дискусії про формальний метод в літературознавстві статтею про соціологічний метод в літературі (Ч. Ш.,1926).
Репресований в 1934 р., був висланий з України і згодом був професором Уральського педагогічного інституту.
Помер 1938 року в місті Верхньоуральськ.